# Pjotr Santinowitsch Campioni

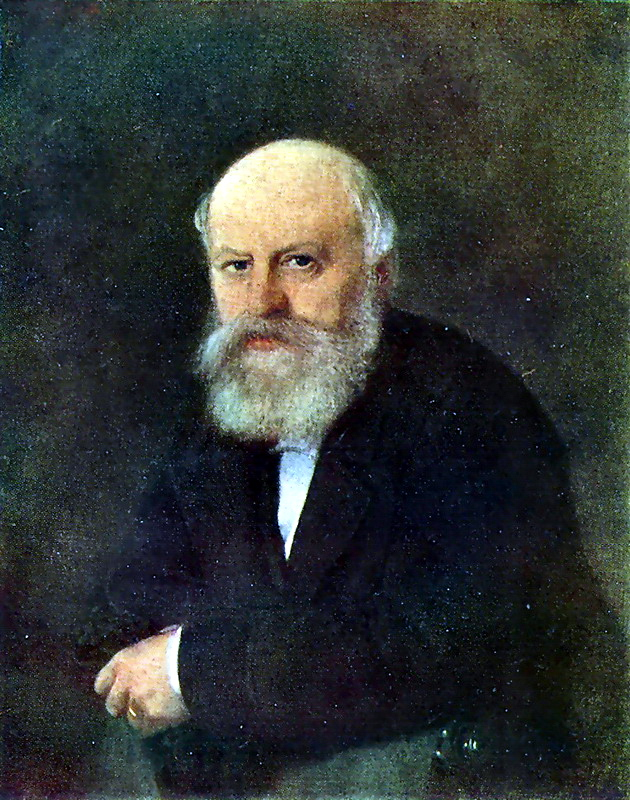
Pjotr Santinowitsch Campioni (W. G. Perow, 1872, Dogadin-Gemäldegalerie Astrachan)

Pjotr Santinowitsch Campioni (russisch Пётр Сантинович Кампиони; * 12. Maijul. / 24. Mai 1826greg. in Moskau; † 5. Dezemberjul. / 17. Dezember 1878greg. ebenda) war ein russischer Architekt und Unternehmer.

## Leben
Campioni, Sohn des Bildhauers Santino Petrowitsch Campioni, studierte in St. Petersburg an der Kaiserlichen Akademie der Künste (IACh) mit Abschluss 1848 als Künstler der Architektur mit der zweiten Silbermedaille für sein Projekt eines Konzertsaals.
1861 erstellte Campioni das Projekt des Chemischen Laboratoriums der Akademie. 1863 beteiligte er sich am Bau der ersten Gebäude des Moskauer Zoos. Für den Zoo brachte er aus Frankreich eine große Gruppe von Tieren mit, die ihm der Pariser Jardin d’Acclimatation geschenkt hatte. 1865 gründete er mit anderen die Moskauer Architektur-Gesellschaft, deren Vorsitzender er im November 1875 wurde. Neben seiner Architektentätigkeit führte er einen Holzhandel an der ab 1866 gebauten Rjasan-Koslow-Eisenbahnstrecke.
Campioni wurde auf dem Moskauer Wwedenskoje-Friedhof begraben. Die Moskauer Hochschule für Malerei, Bildhauerei und Architektur stiftete 1878 das Campioni-Stipendium für Studenten.

## Werke

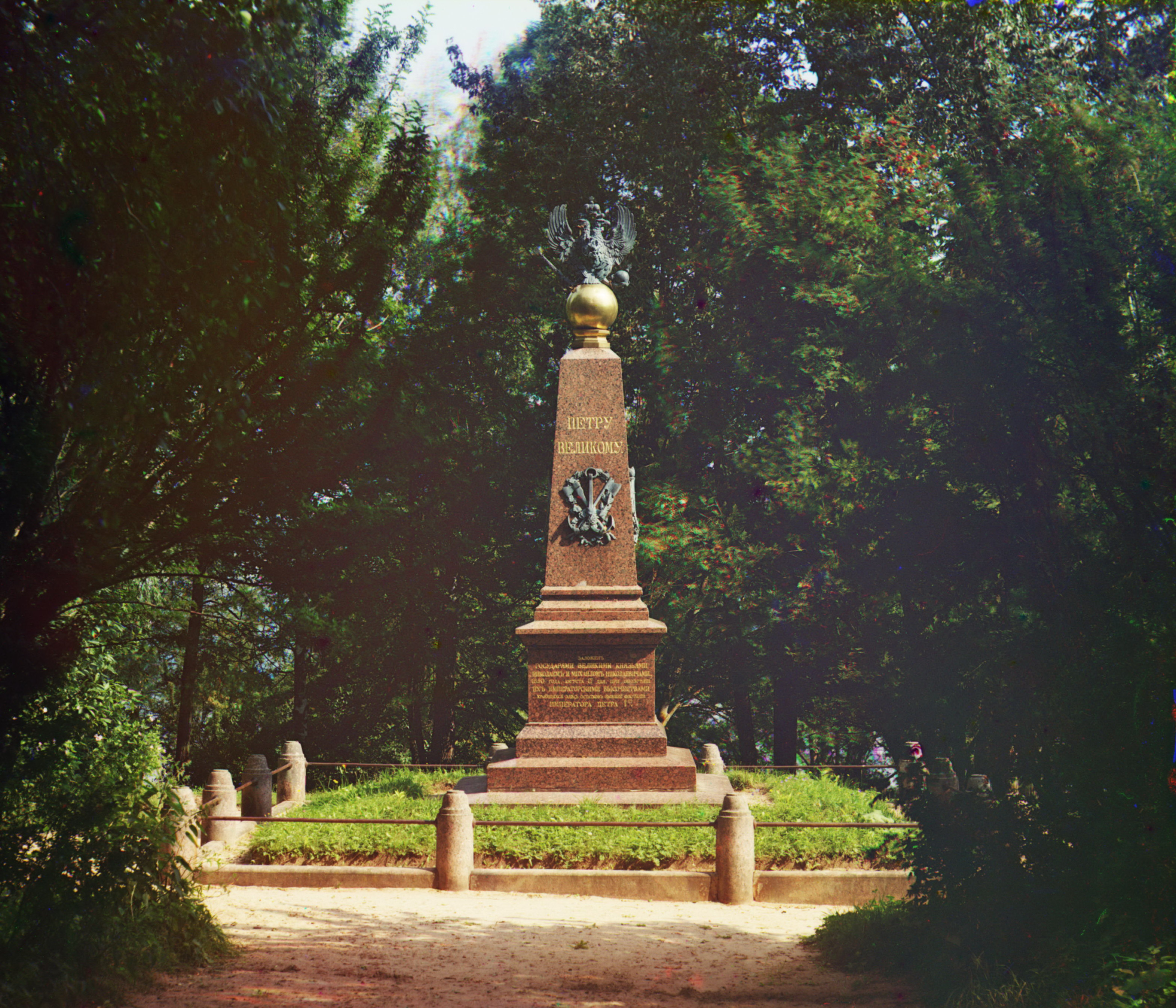
Peter I.-Denkmal (1852), Museum Botik Peter des I., Pereslawl-Salesski
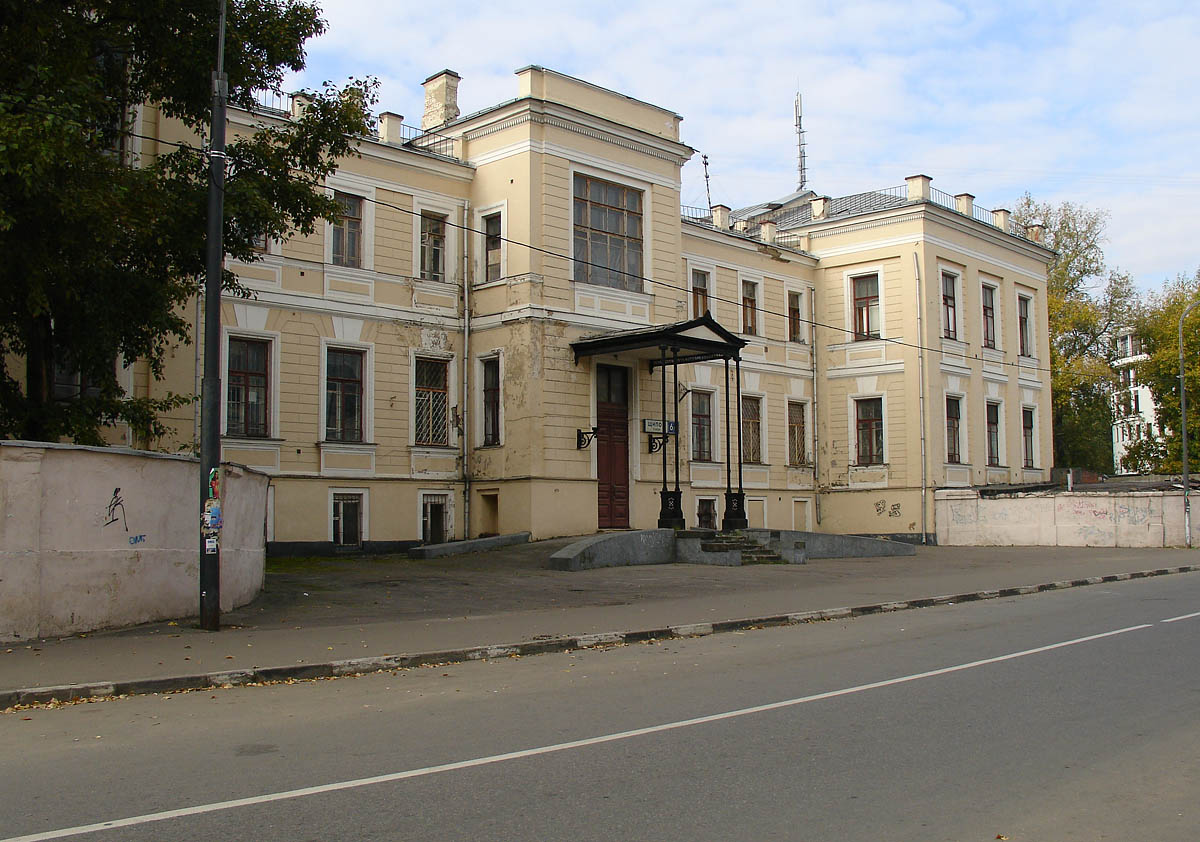
Solodownikow-Armenhaus (1862, 1886–1887 umgebaut von A. S. Kaminski zum Alexander-Krankenhaus), Schtschipok 6/8, Moskau
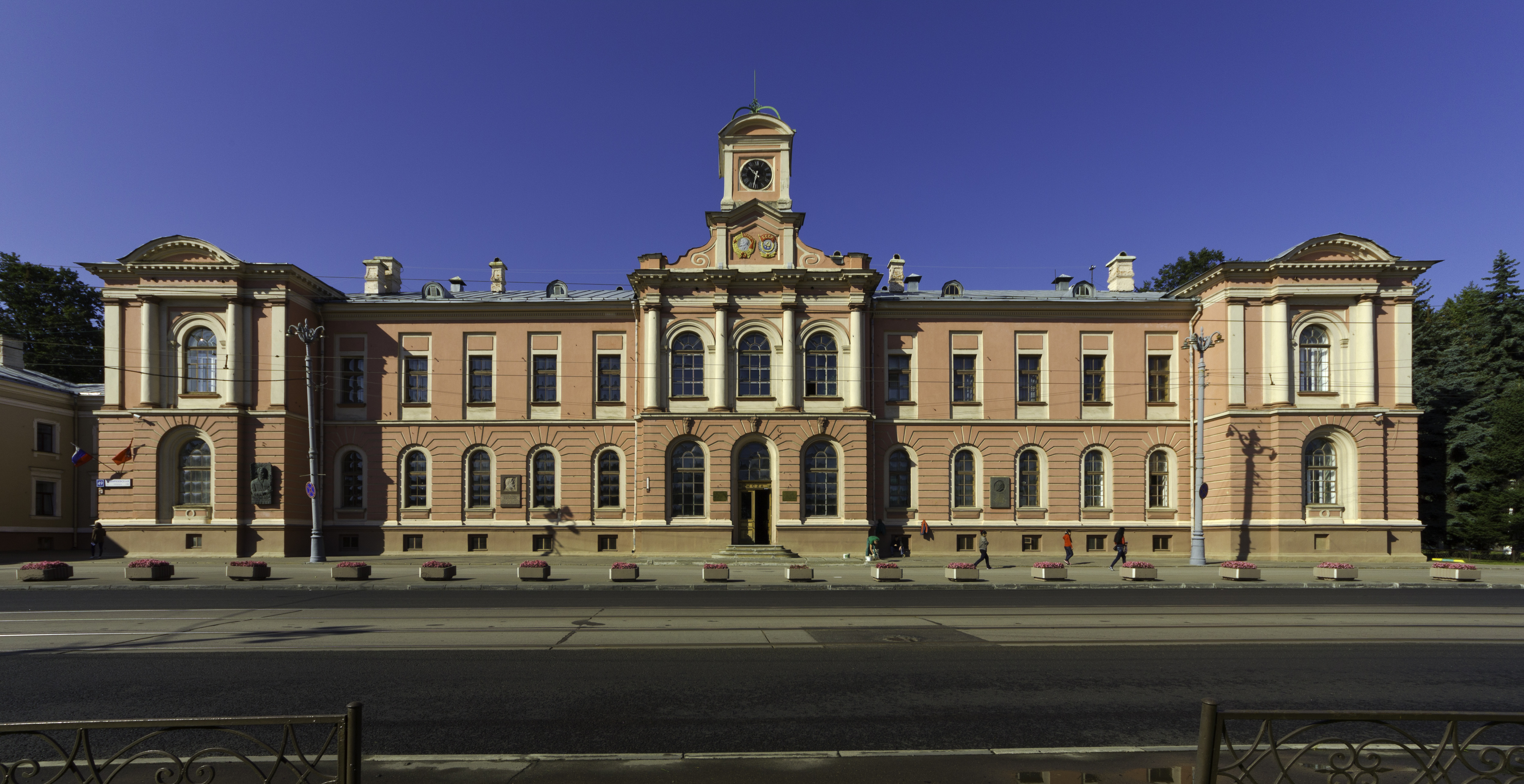
Herrenhaus Petrowsko-Rasumowskoje (1863, Projekt von N. L. Benois, jetzt Landwirtschaftsakademie), Moskau
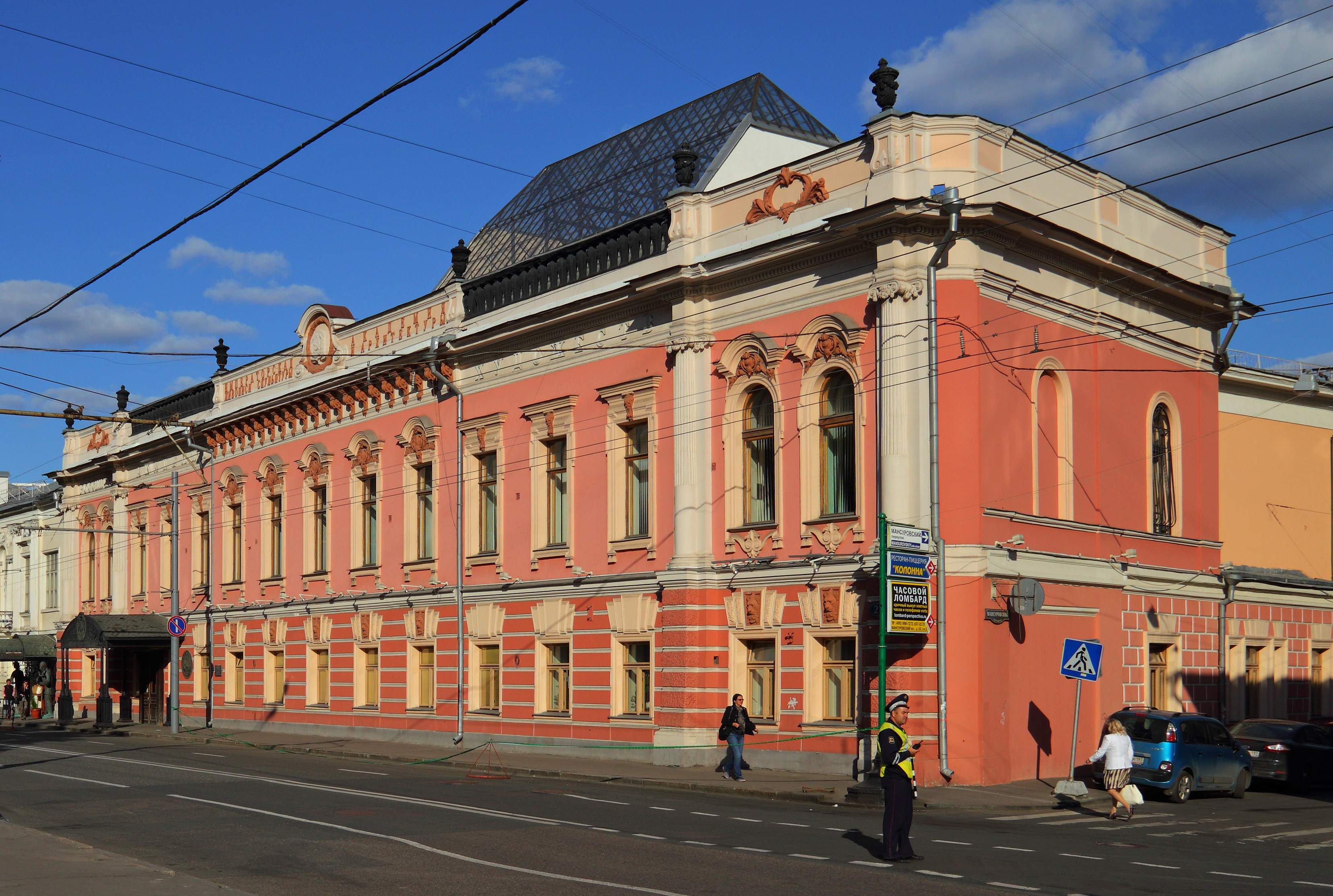
Herrenhaus Morosow (1871–1921), Pretschistenka 21, Moskau